# Oïdium du pommier
L'oïdium ou blanc du pommier est une maladie fongique causée par un champignon ascomycète de la famille des Erysiphaceae, Podosphaera leucotricha.
Cette maladie se rencontre également sur le poirier et le cognassier, mais est plus fréquente sur le pommier.
Elle se manifeste au printemps par un duvet blanchâtre (formé par le mycélium du champignon) qui envahit les feuilles atteintes sur les deux faces. Elle est favorisée par un taux d'humidité et des températures élevées (supérieures à 10 °C).